# Hyde Park (Utah)
Pour les articles homonymes, voir Hyde Park (homonymie).
Hyde Park est une municipalité américaine située dans le comté de Cache en Utah.
Lors du recensement de 2010, sa population est de 3 833 habitants. La municipalité s'étend alors sur une superficie de 3,37 milles carrés (8,73 km2).
La localité est fondée en avril 1860 par plusieurs familles dont celles de William Hyde et Robert Daines. Elle est nommée en l'honneur de Hyde, qui sera le premier évêque mormon local, et de Hyde Park, la famille Daines étant originaire de Londres. Hyde Park devient une municipalité le 16 janvier 1892.